# سراغة كيسية الأوراق
السراغة كيسية الأوراق (باللاتينية: Crepis bursifolia) نوع نباتي يتبع جنس السراغة من الفصيلة النجمية.

## الموئل والانتشار
موطنها المغرب العربي وإسبانيا وفرنسا وإيطاليا وكرواتيا.

## مرادفات للاسم العلمي
- (باللاتينية: Barkhausia balbisiana DC.)
- (باللاتينية:  Crepis balbisiana (DC.) F. W. Schultz)
- (باللاتينية: Crepis erucifolia Gren. & Godr. [non Tausch 1828])
- (باللاتينية: Hyoseris hirta Willd. [non Gaertn. 1791])